# Dušan Tittel
Dušan Tittel (Námestovo, 27 dicembre 1966) è un allenatore di calcio ed ex calciatore slovacco con cittadinanza ceca, fino al 1993 cecoslovacco, di ruolo difensore e mediano.

## Palmarès

### Giocatore

#### Club

##### Competizioni nazionali
- Campionato slovacco: 3

Slovan Bratislava: 1993-94, 1994-95, 1995-96
- Coppa di Slovacchia: 4

Slovan Bratislava: 1988-1989, 1993-1994, 1996-1997
Spartak Trnava: 1997-1998
- Supercoppa di Slovacchia: 4

Slovan Bratislava: 1994, 1995, 1996
Spartak Trnava: 1998
- Coppa di Cipro: 1

Omonia Nicosia: 2000

##### Competizioni internazionali
- Coppa Piano Karl Rappan: 3

Slovan Bratislava: 1990, 1993, 1994

#### Individuale
- Calciatore slovacco dell'anno: 3

1995, 1996, 1997